# Tempio della Luna (Perù)

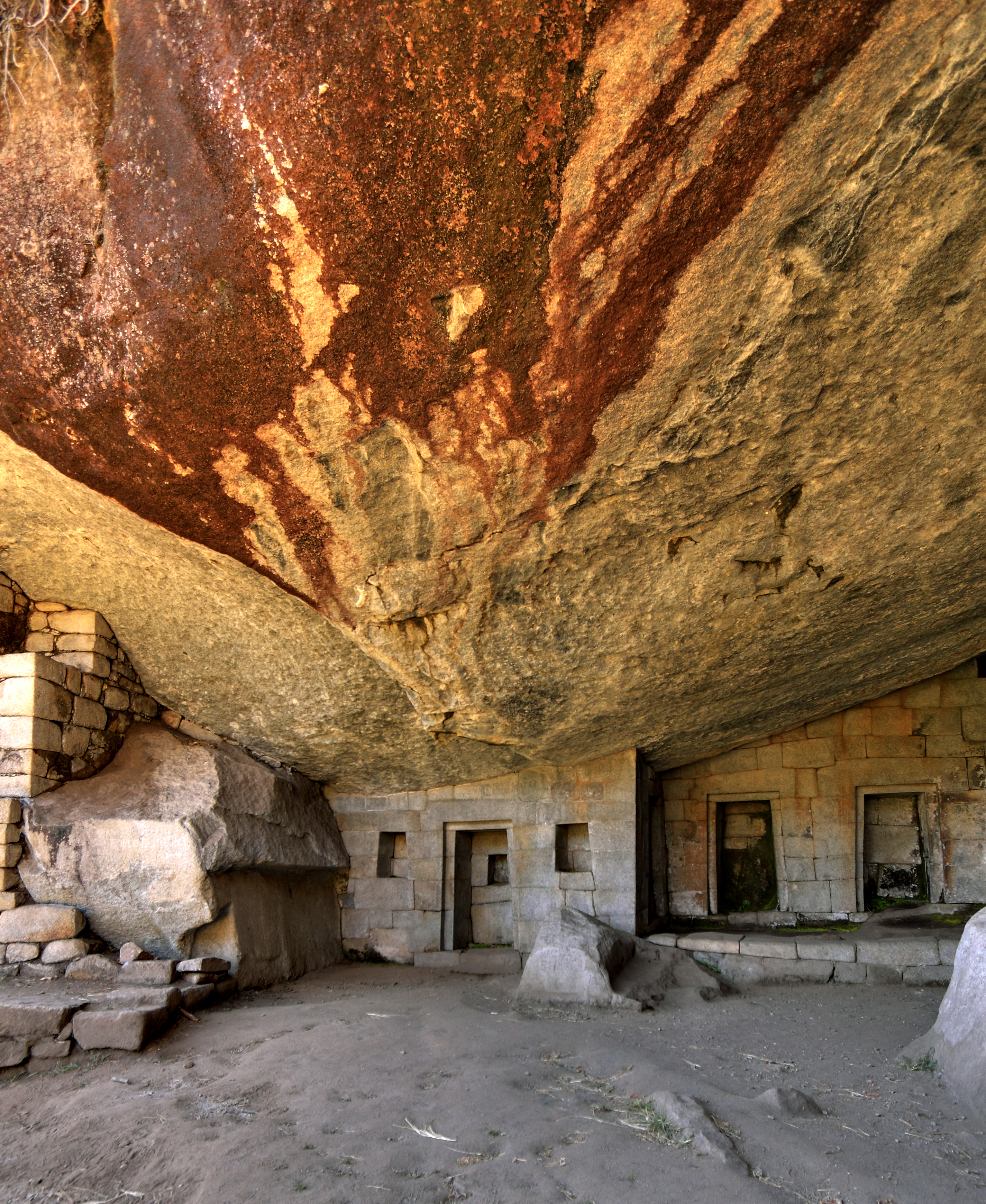
Costruzioni nella grotta

Il tempio della Luna sono i resti di un tempio cerimoniale inca situati a Huayna Picchu, vicino a Machu Picchu, in Perù. Il sito è fatto in muratura di pietra, in una grotta poco profonda.
Al centro della grotta si trova un trono scolpito nella roccia. Accanto al trono ci sono dei gradini che portano più in profondità nella caverna.

## Accesso
Il sentiero che porta dalla cima di Huayna Picchu al tempio ed alla Grande Grotta è all'aperto, e può essere molto scivoloso. Alcuni tratti presentano una via ferrata, ma una caduta in molti posti può causare gravi ferite. Il percorso che scende da Huayna Picchu vicino alla sella è più semplice e sicuro, ma anche lui ha qualche rischio. La camminata richiede almeno 45 minuti in qualsiasi direzione, ed è necessaria almeno un'ora dalla cima alle rovine, più altri 45 minuti per risalire la collina fino al sentiero principale.